# Longitarsus fuscoaeneus
Longitarsus fuscoaeneus är en skalbaggsart som beskrevs av Ludwig Redtenbacher 1849. Longitarsus fuscoaeneus ingår i släktet Longitarsus, och familjen bladbaggar. Arten har ej påträffats i Sverige.